# Filiates
Filiates (tiếng Hy Lạp: ?) là một khu tự quản ở vùng Íperos, Hy Lạp. Khu tự quản Filiates có diện tích 584 km², dân số theo điều tra ngày 18 tháng 3 năm 2001 là 9092 người.